# 장영진 (작가)
장영진은 북한이탈주민 작가로, 성적 정체성 문제로 휴전선을 넘어 탈북한 뒤 현재 대한민국 여권을 받고 미국에서 체류하고 있다.

## 작품
- 《붉은 넥타이》(2015년)
- 《영재 이야기》(2024년)

## 같이 보기
- 조선민주주의인민공화국의 성소수자 권리